# 중일 우호 의원

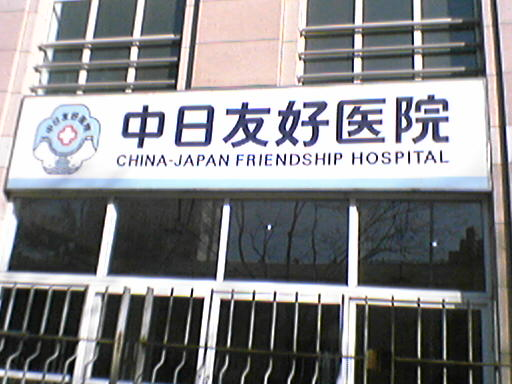
중일 우호 의원 간판

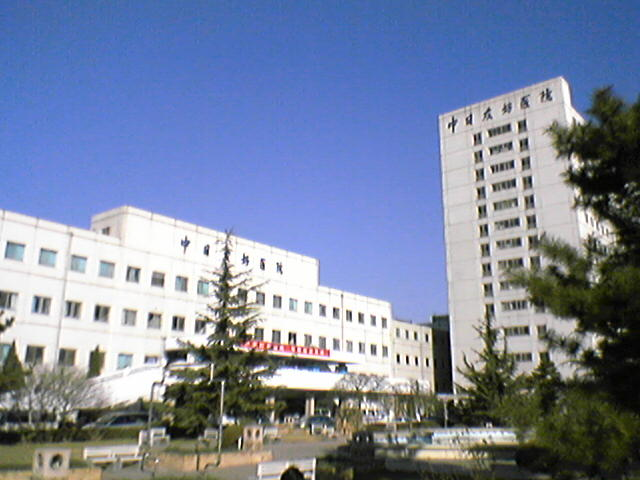
중일 우호 의원 청사

중일 우호 의원(중국어 간체자: 中日友好医院, 병음: 中日友好醫院, 영어: China-Japan Friendship Hospital)은 중국 베이징시 차오양구에 위치한 병원이다. 1984년 10월 23일에 설립된 병원으로서 중국에 대한 일본 정부의 개발 원조를 통해 설립되었다. 1,500개의 병상을 보유하고 있다.
1993년에는 중화인민공화국 국가위생건강위원회로부터 대형 종합 3급 갑(甲) 병원으로 지정되었다. 이 병원은 베이징 대학, 베이징 중의약대학, 베이징 셰허 의학원의 임상 병원이기도 하다. 이 병원은 여러 나라, 지역별로 해외 의료와 중앙 간부의 보건 임무를 맡고 있으며 2001년에는 중앙 보건 기지 병원으로 지정되었다.